# Judson Linsley Gressitt
Judson Linsley Gressitt (Tokio, 16 juni 1914 - Guangzhou, 26 april 1982) was een Amerikaans entomoloog.
Gressitt werd geboren in 1914 en groeide op in Tokio, Japan. Hij had een Amerikaanse vader en moeder en bracht zodoende ook veel tijd door in Oakland aan de Baai van San Francisco. Hij had al vroeg interesse in de natuurlijke historie in de ruimste zin van het woord. Zijn brede belangstelling zorgde ervoor dat hij op 20-jarige leeftijd in 1934 het eerste van ruim 300 wetenschappelijke artikelen publiceerde. Artikelen over insecten, voornamelijk monografieën over de kevers in de ordes: Cerambycidae (boktorren), Chrysomelidae (bladhaantjes) en Curculionoidea (snuitkevers) maar ook over biologische bestrijding, zoögeografie en ecologie van de Stille Oceaan, verspreiding van geleedpotigen en insecten van Antarctica. Hij had ook al vroeg belangstelling voor  herpetologie en beschreef ook verschillende soorten kikkers, slangen, hagedissen en schildpadden voor het eerst. 
Hij ontving in 1938 zijn B.S., in 1939 zijn M.S. en in 1939 zijn Ph.D. graad in de entomologie van de Universiteit van Californië - Berkeley. Hij werkte ook enkele jaren in China bij het Lignan Natural History Survey and Museum in Guangzhou en was tevens professor aan de Universiteit aldaar. Gressitt kwam, op 26 april 1982, samen met zijn vrouw, om het leven toen het vliegtuig waar ze in zaten, neerstortte in de buurt van Guangzhou, in China. 
- Bibliothèque nationale de France: cb124179831 (data)
- CiNii: DA05511437
- Gemeinsame Normdatei: 133380521
- International Standard Name Identifier: 0000 0000 8138 1685
- Library of Congress Control Number: n81127361
- Nationale Bibliotheek van Tsjechië: mzk20201072199
- Nationale Bibliotheek van Israël: 987007319638405171
- Nederlandse Thesaurus van Auteursnamen: 068852959
- Système universitaire de documentation: 140353488
- Museum of New Zealand Te Papa Tongarewa: 13924
- Virtual International Authority File: 59172825
- WorldCat: E39PBJhMh6Br9MfDTV4bXQGj4q